# 庄駅
庄駅（しょうえき）は、石川県加賀市庄町に存在した北陸鉄道山代線（加南線）の駅である。1971年（昭和46年）、同線の廃線に伴い廃駅となった。

## 駅構造
片面ホーム1面1線の無人駅。

## 歴史
- 1915年（大正4年）5月1日：温泉電軌の駅として開業。
- 1943年（昭和18年）10月13日：合併により北陸鉄道動橋線の駅となる。
- 1963年（昭和38年）7月19日：動橋線の山代線への改称により同線の駅となる。
- 1971年（昭和46年）7月11日：加南線全線廃止により廃駅。

## 廃止後
駅跡は圃場整備で水田に復されている。

## 隣の駅
北陸鉄道
山代線
庄学校前駅 - 庄駅 - 新動橋駅